# Laghi Tama

I laghi Tama sono due laghi craterici nel Parco Nazionale Tongariro in Nuova Zelanda. Riempiono due crateri (Upper e Lower Tama), frutto di una serie di esplosioni sulla "Sella di Tama" tra il monte Ruapehu e il monte Ngaruahoe (uno sfiatatoio del monte Tongariro).